# Steny Hoyer
Steny Hamilton Hoyer, född 14 juni 1939 i New York, är en amerikansk jurist och demokratisk politiker. Han är ledamot i USA:s representanthus. Han var majoritetsledare från  2007 till 2011; den första ledamot från Maryland som haft den befattningen. Tidigare tjänstgjorde han som demokraternas whip och biträdande gruppledare i representanthuset från 2003 till 2007 och återvaldes som whip 2011.

## Biografi
Steny Hoyer är en danskättad amerikan. Steny är en variant av faderns förnamn Steen. Han studerade vid University of Maryland, College Park och avlade juristexamen vid Georgetown University. Hoyers fru Judy avled 1997. Han har tre döttrar och tre barnbarn och hans första barnbarnsbarn föddes den 2 november 2006.
Han inledde sin politiska karriär i delstatspolitiken i Maryland. 1975, bara 35 år gammal, valdes han till delstatssenatens ordförande, President of Maryland State Senate.
Gladys Spellman, ledamot av representanthuset från Maryland, föll i koma efter en hjärtinfarkt den 13 oktober 1980. Följande år utlyste representanthuset ett fyllnadsval, som Hoyer vann. I demokraternas primärval besegrade Hoyer Spellmans make. I själva fyllnadsvalet fick Hoyer 55 procent av rösterna, trots att republikanernas valkampanj hade mer pengar. Därefter har han omvalts till representanthuset i varje allmänt val.
Den 16 november 2006 valde representanthusets demokrater ny majoritetsledare för den kommande mandatperioden, eftersom partiet fått majoritet i representanthuset efter 2006 års val och deras gruppledare Nancy Pelosi skulle bli talman; Hoyer vann över John Murtha med rösterna 149–86. Som majoritetsledare efterträdde Hoyer republikanen John Boehner, som i sin tur valdes till republikanernas ledare i representanthuset i den nya kongressen. Efter att demokraterna förlorat majoriteten till följd av valet 2010 övertog republikanen Eric Cantor majoritetsledarposten 2011.